# 신경림
신경림(申庚林, 1936년 4월 6일~2024년 5월 22일)은 대한민국의 시인이다. 본관은 아주이다.
충청북도 충주시(당시 충청북도 중원군)에서 태어났다. 충주고등학교를 졸업하고 동국대학교 문리대 영문과를 학사 학위하였으며, 1956년 《문학예술》 잡지에 〈갈대〉, <낮달>, <석상>를 비롯한 시들이 추천되어 문단에 나왔다. 한때 건강이 나빠서 고향에 내려가 초등학교 교사로 근무하기도 했고 다시 서울로 와 잡지사·출판사 등에 취직해 지내며 10년 동안 절필했다.(시 쓰기를 중단했다.) 1965년부터 다시 시를 창작하여 <원격지>, <산읍기행>, <시제> 등을 발표한다.
1971년 《창작과 비평》 가을호에 〈농무〉(農舞),〈전야〉(前夜),〈서울로 가는 길〉 등을 발표하여 주목을 끌면서 다시 시를 쓰기 시작했다. 재출발 이후 그의 시들은 '시골의 흙냄새에 묻어서 풍기는 생활의 땀냄새와 한(恨)과 의지 등'이 짙게 풍겨 이른바 민중 시인의 이름을 얻게 했다. 농민문학·민중문학 등을 주제로 평론들도 발표하였다.
국군보안사령부의 사찰 대상 중 한 사람이 되어 노태우 정부로부터 감시당했는데, 이는 1990년 10월 4일 외국어대 재학 중 민학투련 출신으로 보안사령부로 연행돼 프락치로 수사에 협조해 오다가 탈영한 윤석양 이병의 폭로로 밝혀졌다.
2001년에는 은관문화훈장을 받았다.
말년에 암으로 투병하다가, 2024년 5월 22일에 타계했다.

## 학력
- 충주고등학교 졸업
- 동국대학교 영어영문학과 학사

## 저서

### 시집
- 《농무(農舞)》(창작과비평사, 1973)
- 《새재》(창작과비평사, 1979)
- 《달 넘세》(창작과비평사, 1985)
- 《남한강》(창작과비평사, 1987)
- 《가난한 사랑노래》(실천문학사, 1988)
- 《길》(창작과비평사, 1990)
- 《쓰러진 자의 꿈》(창작과비평사, 1993)
- 《어머니와 할머니의 실루엣》(창작과비평사, 1998)
- 《목계장터》(찾을모, 1999)
- 《뿔》(창작과비평사, 2002)
- 《신경림 시전집》(창작과비평사, 2004)
- 《낙타》(창비, 2008)

### 기타 시집
- 갈대는 속으로 조용히 울었다(글로세움, 2007년) : 꼭 읽어야 할 명시 100시를 시인께서 엄선하여 시도자 김용문이 백 편의 시로 재구성하였다.

### 동시집
- 《엄마는 아무것도 모르면서》(실천문학사, 2012년)

### 산문집
- 《바람의 풍경》(문이당, 2000년)
- 《민요기행 1,2》
- 《강따라 아리랑 찾아》
- 《시인을 찾아서》

### 평론집
- 《민중(民衆)과 문학(文學)》

## 서훈
- 2001년 은관문화훈장(2등급)